# Соколівська сільська рада (Пулинський район)
Соколівська сільська рада — колишній орган місцевого самоврядування Соколівської сільської територіальної громади Пулинського району Житомирської області з розміщенням у с. Соколів та колишня адміністративно-територіальна одиниця у Пулинському (Червоноармійському), Соколовському, Новоград-Волинському районах і Новоград-Волинській міській раді Волинської округи, Київської й Житомирської областей Української РСР та України з адміністративним центром у с. Соколів.

## Склад ради
Рада складалася з 14 депутатів та голови.
Перші вибори депутатів ради та голови громади відбулись 29 жовтня 2017 року. Було обрано 14 депутатів ради, з них (за суб'єктами висування): Всеукраїнське об'єднання «Батьківщина» — 7, самовисування — 4, Всеукраїнське об'єднання «Свобода» — 2 та Народна партія — 1.
Головою громади обрали позапартійного самовисуванця Анатолія Колесника, тоді чинного Соколівського сільського голову.

### Керівний склад сільської ради
| ПІБ                             | Основні відомості                                            | Дата обрання | Дата звільнення |
| ------------------------------- | ------------------------------------------------------------ | ------------ | --------------- |
| Колесник Анатолій Володимирович | Сільський голова, 1960 року народження, освіта, безпартійний | 26.03.2006   | 31.10.2010      |
| Колесник Анатолій Володимирович | Сільський голова, 1960 року народження, освіта вища          | 31.10.2010   |                 |

Примітка: таблиця складена за даними джерела

## Історія
Створена 1923 року в складі містечка Соколов (Соколів), сіл Генрихівка (Андрюківка), Соколов та колонії Соколов Курненської волості Новоград-Волинського повіту Волинської губернії. 18 лютого 1923 року, відповідно до рішення Волинської ГАТК (протокол № 1 «Про об'єднання населених пунктів у сільради, зміну складу і центрів сільрад»), підпорядковано кол. Чеська Слобідка Очеретянської сільської ради Курненської волості. 23 лютого 1924 року, відповідно до рішення Волинської ГАТК (протокол № 7/2 «Про зміни меж, округів, районів та сільрад»), підпорядковано кол. Нова Рудня Недбаївської сільської ради, кол. Генрихівка передано до складу Тетірківської сільської ради Пулинського району. 15 червня 1926 року кол. Нова Рудня передано до складу Улашанівської сільської ради Пулинського району. 20 червня 1930 року підпорядковано с. Березова Гать Цвітянської сільської ради Пулинського району. На 1 жовтня 1941 року с. Березова Гать та кол. Чеська Слобідка не перебували на обліку населених пунктів.
Станом на 1 вересня 1946 року сільська рада входила до складу Червоноармійського району Житомирської області, на обліку в раді перебувало с. Соколів.
11 серпня 1954 року, відповідно до указу Президії Верховної ради Української РСР «Про укрупнення сільських рад по Житомирській області», сільську раду ліквідовано, територію ради та с. Соколів приєднано до складу Андріївської сільської ради Червоноармійського району. Відновлена 14 квітня 1986 року, відповідно до рішення Житомирського ОВК № 144 «Про деякі питання адміністративно-територіального устрою», шляхом перенесення адміністративного центру Теньківської сільської ради Червоноармійського району з перейменуванням її на Соколівську та підпорядкуванням сіл Зелена Діброва, Соколів, Стара Рудня і Теньківка. 20 вересня 1989 року, відповідно до рішення Житомирського облвиконкому № 236 «Про деякі питання адміністративно-територіального устрою», села Зелена Діброва, Стара Рудня і Теньківка передані до складу відновленої Теньківської сільської ради Червоноармійського району Житомирської області.
У 2017 році територію ради та с. Соколів включено до складу новоутвореної Соколівської сільської територіальної громади Пулинського району Житомирської області.
Входила до складу Пулинського (Червоноармійського, 7.03.1923 р., 17.10.1935 р., 14.04.1986 р.), Соколовського (20.06.1930 р.), Новоград-Волинського (15.09.1930 р.) районів та Новоград-Волинської міської ради (1.06.1935 р.).
Виключена з облікових даних 17 липня 2020 року внаслідок ліквідації Соколівської сільської територіальної громади.

### Населення
Кількість населення ради станом на 1923 рік становила 2 526 осіб, кількість дворів — 429.
Кількість населення сільської ради станом на 1924 рік становила 2 427 осіб.
Відповідно до результатів перепису населення СРСР, кількість населення ради станом на 12 січня 1989 року становила 1 311 осіб.
Станом на 5 грудня 2001 року, відповідно до перепису населення України, кількість мешканців сільської ради становила 1 200 осіб.